# Mythimna (Kreta)
Mythimna (griechisch Μύθημνα) ist ein Gemeindebezirk der Gemeinde Kissamos im Nordwesten des Regionalbezirks Chania auf der griechischen Insel Kreta.
Mythimna, Inachori und Kissamos wurden im Rahmen des Kallikratis-Programms zum 1. Januar 2011 der Gemeinde Kissamos zugeschrieben, wo sie heute einen Gemeindebezirk bilden. 
Laut Volkszählung lebten im Jahr 2011 2299 Einwohner in den Ortsgemeinschaften Cherethiana (Χαιρεθιανά), Drapanias (Δραπανιάς), Faleliana (Φαλελιανά), Kaloudiana (Καλουδιανά), Malathyros (Μαλάθυρος), Pervolakia (Περβολάκια), Potamida (Ποταμίδα), Rokka (Ρόκκα), Sasalos (Σάσαλος), Sfakopigadi (Σφακοπηγάδι), Topolia (Τοπόλια), Voulgaro (Βουλγάρω).
Das Gebiet von Mythimna erstreckt sich von der Nordküste bis zu den Ausläufern der Weißen Berge (Lefka Ori).